# Herlegemmolen

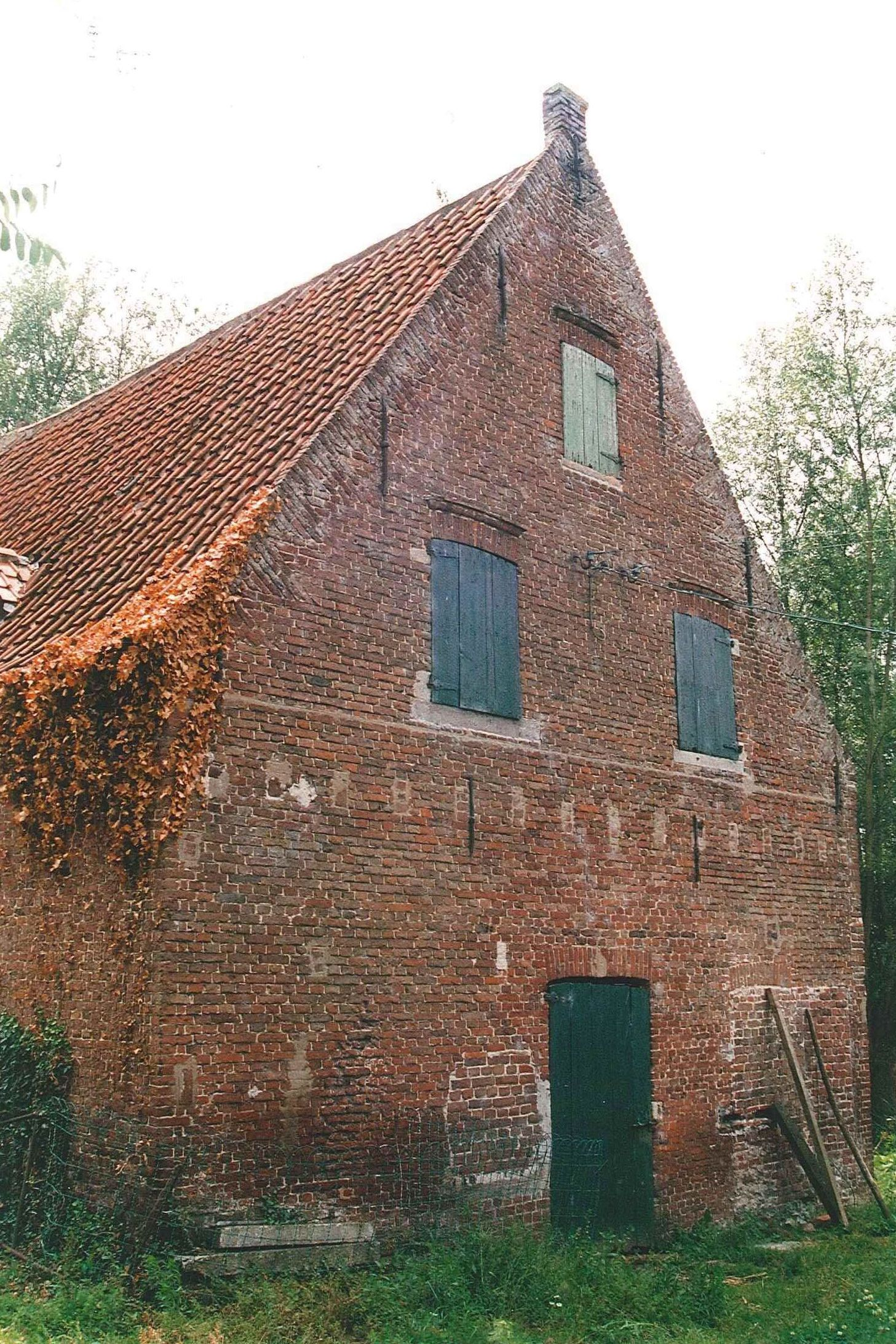

De Herlegemmolen is een onderslagwatermolen op de Zaubeek gelegen aan de Herlegemstraat in de Vlaamse Ardennen in de Belgische gemeente Kruishoutem (Kruisem). 
De onderslagmolen hoorde bij het neerhof van het Kasteel van Herlegem. De molen werd reeds vermeld in de 14de eeuw, hij werd vernieuwd in 1768. Van 1680 tot de twintigste eeuw bleef de molen dan ook in het bezit van de adellijke familie Van Pottelsberghe de la Potterie. In 1883 werd de Herlegemmolen verbouwd tot olie- en korenstoomwatermolen. De molen werd gebruikt tot de jaren 30; in 1968 werd het rad weggenomen.